# Calais (Het Zesde Metaal)
Calais is het vierde studioalbum van de West-Vlaamse muziekgroep Het Zesde Metaal. Het album dat uitgebracht werd op 11 november 2016 bestaat uit negen nummers, waarvan Naar de wuppe de bekendste werd. Het nummer werd geprezen door de media en werd voorgesteld tijdens enkele radio en tv optredens. Het album werd eind 2016 genomineerd voor  een MIA in de categorie Beste album. De band nam in februari 2017 de award ook mee naar huis.

## Promotie
Het album werd voorgesteld op de Calais Clubtour in 2017 en 2018, tijdens 29 clubshows verspreid over Vlaanderen. De première van de clubshow ging door in de 4AD van Diksmuide. In het najaar van 2018 trok de band op theatertournee om het album verder voor te stellen. Er werden 35 shows gegeven.